# Дхобаура
Дхобаура (бенг. ধোবাউড়া, англ. Dhobaura) — город на севере Бангладеш, административный центр одноимённого подокруга. Площадь города равна 3,82 км². По данным переписи 2001 года, в городе проживало 3027 человек, из которых мужчины составляли 51,93 %, женщины — соответственно 48,07 %. Плотность населения равнялась 792 чел. на 1 км². Уровень грамотности населения составлял 34,2 % (при среднем по Бангладеш показателе 43,1 %).